# Зильберман, Александр Сергеевич
Александр Сергеевич Зильберма́н (1909—1979) — советский инженер-конструктор   паровых турбин.

## Биография
В 1930—1968 работал на ЛМЗ имени И. В. Сталина: инженер-расчётчик в КБ паровых турбин, начальник отдела расчётов, с 1946 начальник Лаборатории паровых турбин.
В 1938 году присвоена степень кандидата технических наук — без защиты диссертации, как автору научных работ и изобретений в области паротурбиностроения.
С 1968 года на научно-преподавательской работе во втузе при ЛТЗ, профессор.

## Награды и премии
- Сталинская премия третьей степени (1948) — за разработку конструкции и технологии производства паровой турбины высокого давления мощностью 100 тыс. кВт при 3 000 об/мин